# Hipposideros commersoni
Hipposideros commersoni là một loài động vật có vú trong họ Dơi nếp mũi, bộ Dơi. Loài này được E. Geoffroy mô tả năm 1813.

## Hình ảnh

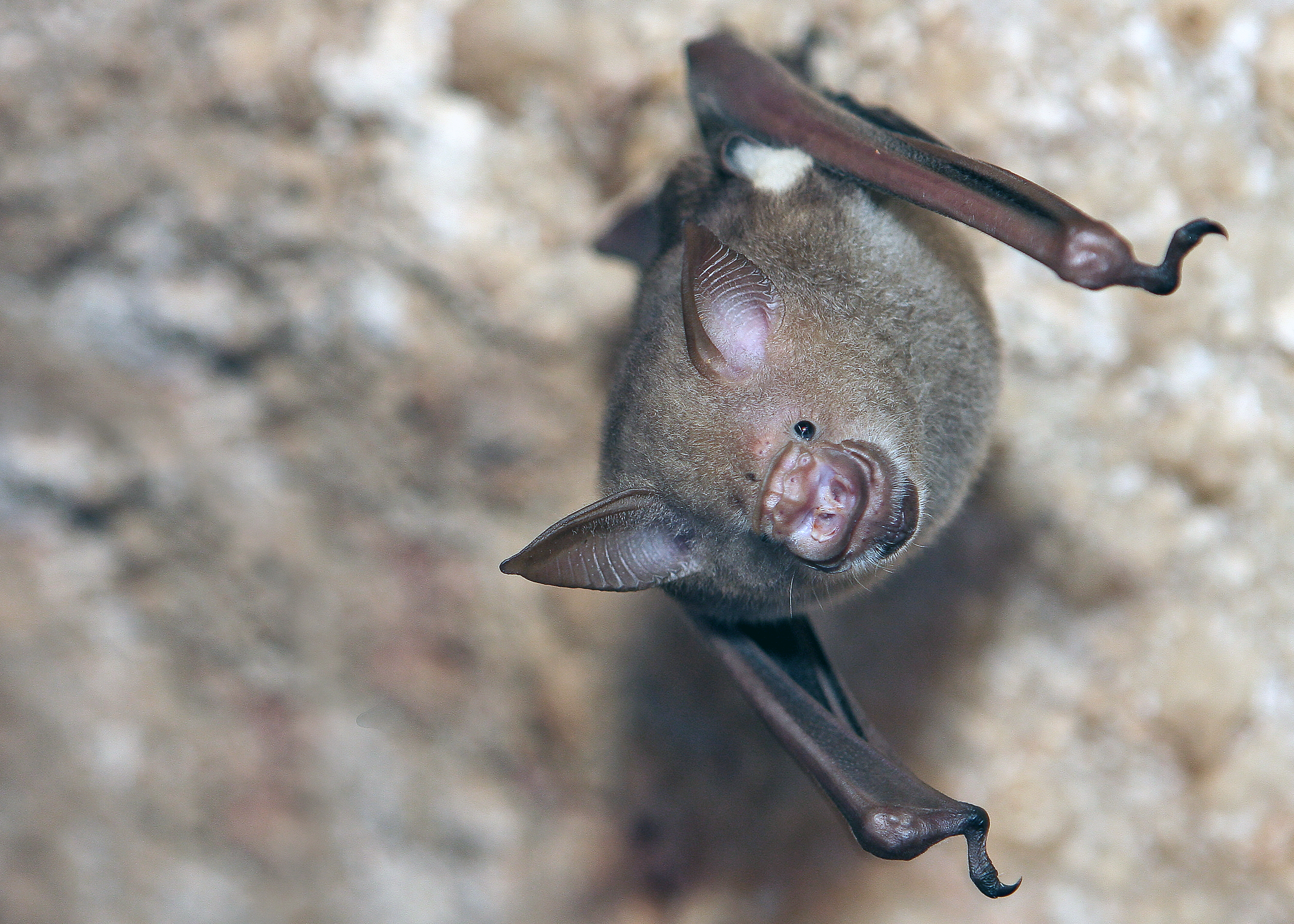
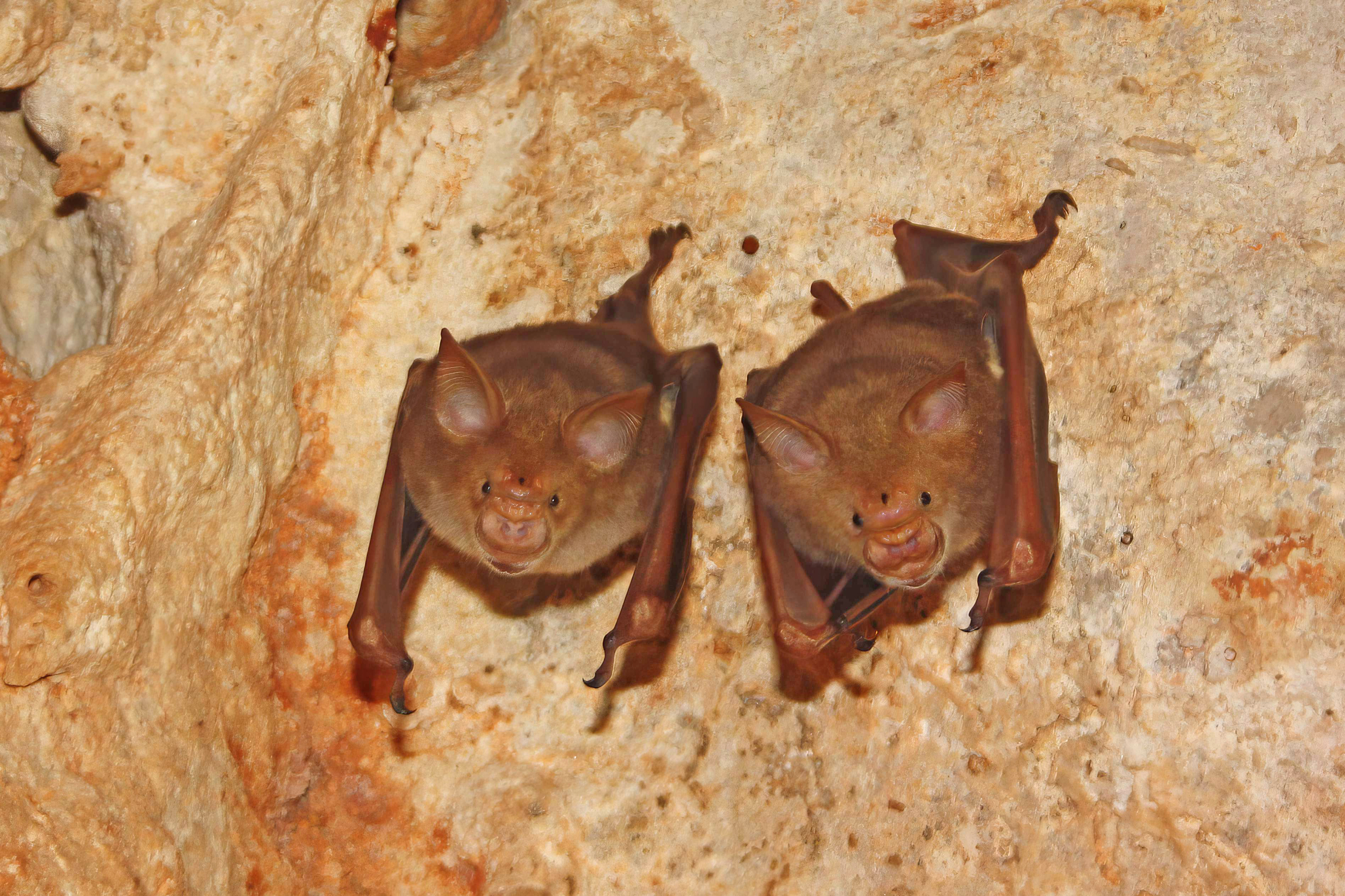
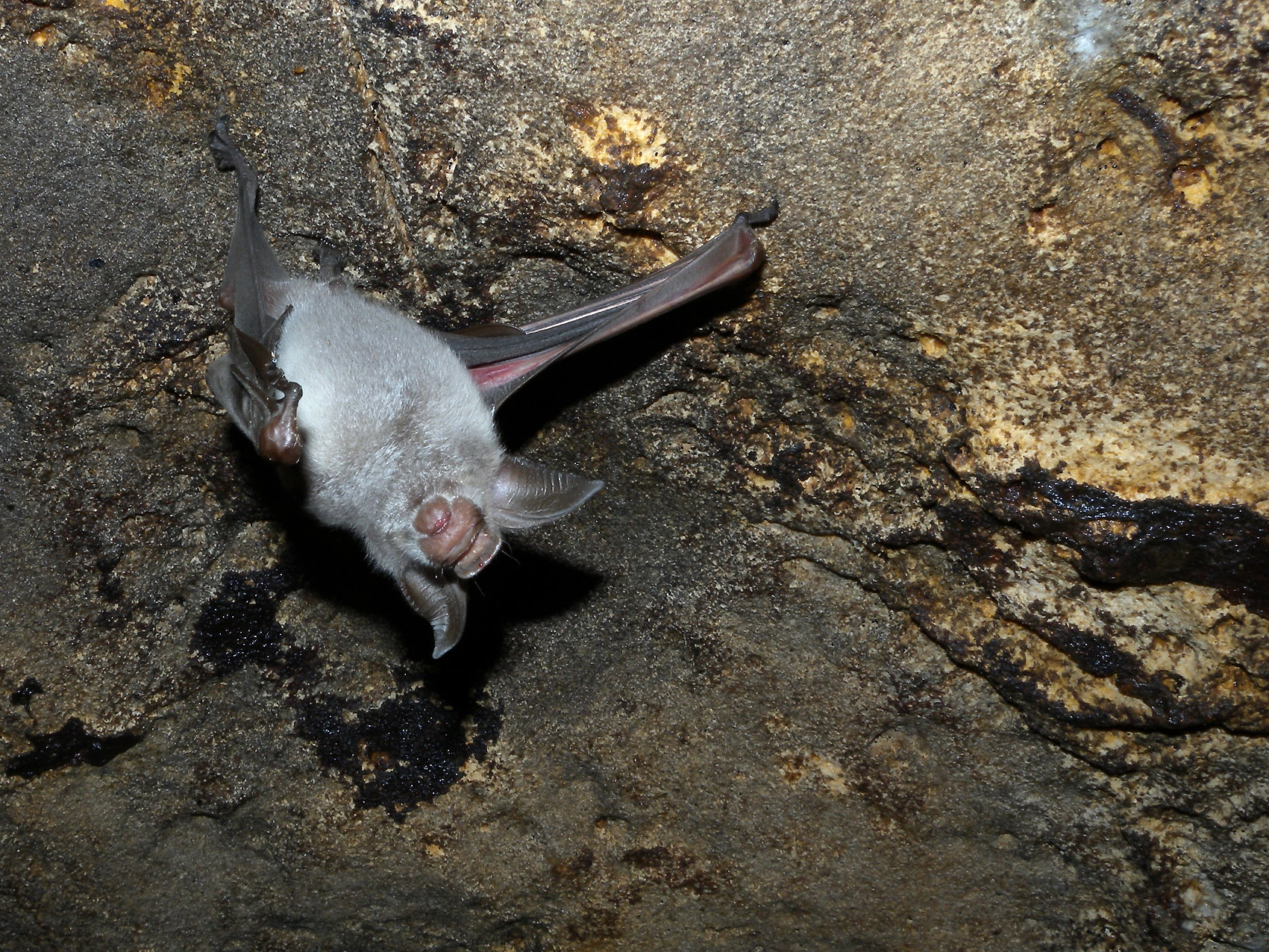